# Johan Motin
Johan Motin (* 10. Oktober 1989 in Karlskoga) ist ein schwedischer Eishockeyspieler, der seit Juli 2024 beim BIK Karlskoga aus der zweitklassigen schwedischen HockeyAllsvenskan unter Vertrag steht und dort auf der Position des Verteidigers spielt. Zuvor absolvierte Motin unter anderem über 380 Spiele in der Elitserien bzw. Svenska Hockeyligan (SHL) sowie über 425 weitere Partien in der finnischen Liiga. Seinen größten Erfolg feierte er mit dem Gewinn der schwedischen Meisterschaft im Jahr 2009 im Trikot des Färjestad BK.

## Karriere

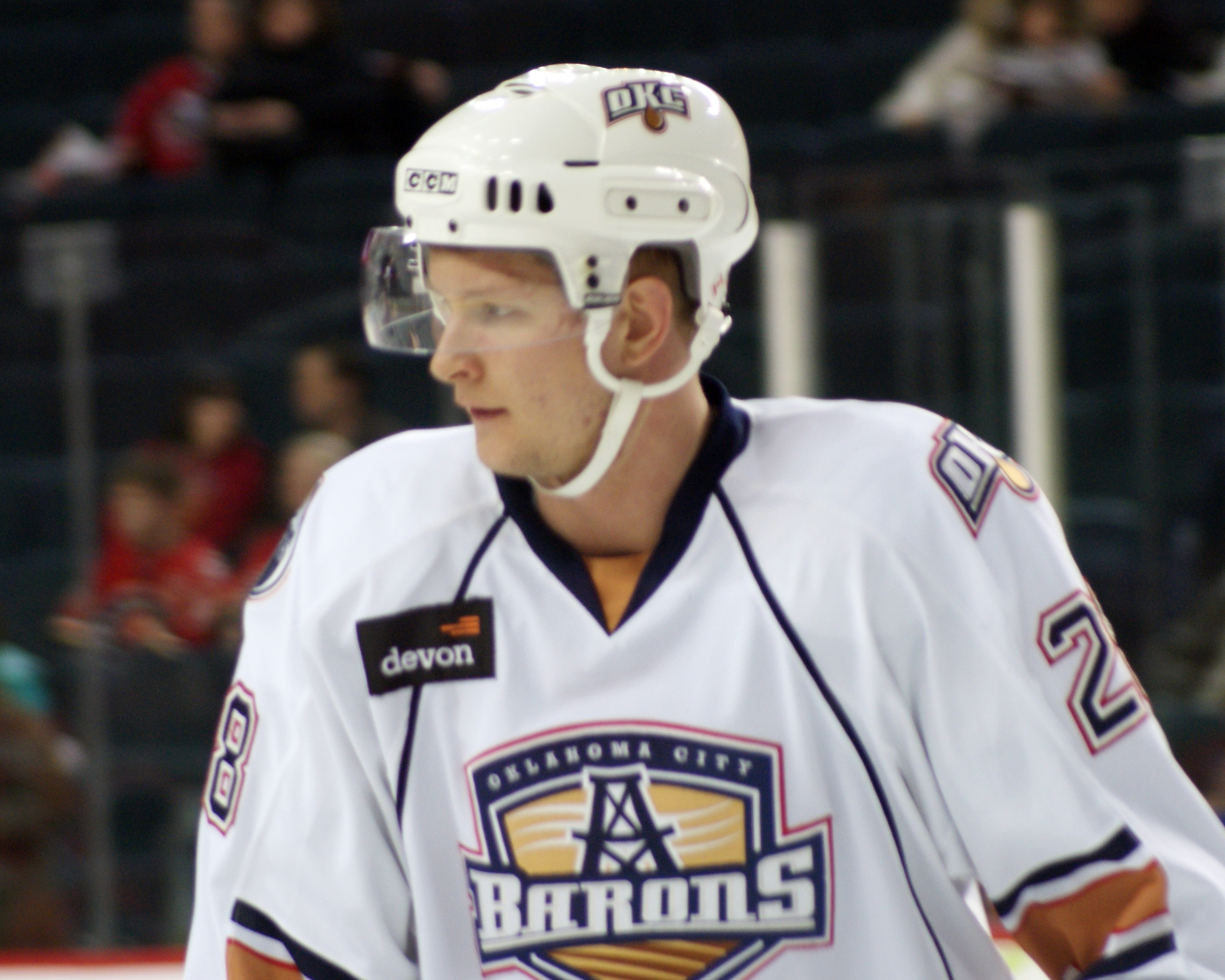
Motin im Trikot der Oklahoma City Barons (2011)

Johan Motin begann seine Karriere als Eishockeyspieler in der Jugend von Färjestad BK, für dessen Profimannschaft er in der Saison 2006/07 sein Debüt in der Elitserien gab. Dabei gab der Verteidiger in insgesamt 31 Spielen vier Vorlagen. Derweil gewann er mit den U18-Junioren des Vereins in den Jahren 2006 und 2007 den Meistertitel in dieser Altersklasse. In seiner ersten Spielzeit als Stammspieler bei den Profis bereitete er in der Spielzeit 2008/09 in insgesamt 65 Spielen  vier Tore vor und gewann erstmals in seiner Laufbahn mit der Mannschaft die schwedische Meisterschaft. Parallel zum Spielbetrieb mit Färjestad lief der Rechtsschütze für den Skåre BK in der drittklassigen Division 1 sowie seinen einstigen Jugendverein Bofors IK in der zweitklassigen HockeyAllsvenskan auf. Zudem wurde das Talent im NHL Entry Draft 2008 in der vierten Runde als insgesamt 103. Spieler von den Edmonton Oilers aus der National Hockey League (NHL) ausgewählt.
Ein Jahr später erfolgte die Unterschrift unter einen Dreijahresvertrag bei den Oilers. Der Defensivakteur verbrachte die Saison 2009/10 bei Edmontons Farmteam Springfield Falcons in der American Hockey League (AHL), für die er 55 Partien absolvierte und sechs Punkte erzielte. In derselben Saison debütierte Motin für die Edmonton Oilers in der NHL, als er am 3. März 2010 in der Partie gegen die Chicago Blackhawks auflief. Im September 2010 wurde er zum neuen AHL-Kooperationspartner der Oilers, den Oklahoma City Barons, geschickt. Ebenso kam der Schwede zu einigen Einsätzen für deren Farmteam, die Stockton Thunder, in der ECHL. Auch die Saison 2011/12 begann der Schwede bei den Oklahoma City Barons in der AHL, bevor er im November 2011 in seine Heimat zurückkehrte und sich auf ein Arbeitsverhältnis mit dem Timrå IK einigte.
Nachdem der Abwehrspieler dort die Spielzeit 2011/12 beendet hatte, wechselte Motin im Sommer 2012 zum Zweitligisten Örebro HK. Mit dem Klub gelang am Ende der Saison 2012/13 der Aufstieg in die Svenska Hockeyligan (SHL). In den folgenden vier Spielzeiten bis zum Ende des Spieljahres 2016/17 etablierte er sich mit dem Örebro HK im schwedischen Eishockey-Oberhaus. Anschließend schlug der Schwede mit dem Wechsel in die finnische Liiga ein neues Kapitel in seiner Laufbahn auf. Zunächst verbrachte er eine Spielzeit bei Rauman Lukko, bevor er in die finnische Landeshauptstadt zum Ligakonkurrenten Helsingfors IFK wechselte. Für den HIFK absolvierte Motin in der Folge insgesamt sechs Spielzeiten. Nach insgesamt sieben Jahren in der finnischen Eliteliga kehrte er zur Saison 2023/24 zu seinem Ausbildungsverein zurück, der mittlerweile unter dem Namen BIK Karlskoga am Spielbetrieb der Allsvenskan teilnahm.

### International
Für die schwedischen Juniorennationalteams nahm Motin am Ivan Hlinka Memorial Tournament 2006 sowie der U18-Junioren-Weltmeisterschaft 2007 und U20-Junioren-Weltmeisterschaft 2008 teil. Dabei gewann der Verteidiger bei der U18-Junioren-Weltmeisterschaft die Bronze- und der U20-Junioren-Weltmeisterschaft die Silbermedaille. Sein Debüt in der schwedischen A-Nationalmannschaft gab Motin im Verlauf der Saison 2014/15 auf der Euro Hockey Tour.

## Erfolge und Auszeichnungen
- 2006 Schwedischer U18-Juniorenmeister mit dem Färjestad BK
- 2007 Schwedischer U18-Juniorenmeister mit dem Färjestad BK
- 2009 Schwedischer Meister mit dem Färjestad BK
- 2013 Aufstieg in die Svenska Hockeyligan mit dem Örebro HK

### International
- 2007 Bronzemedaille bei der U18-Junioren-Weltmeisterschaft
- 2008 Silbermedaille bei der U20-Junioren-Weltmeisterschaft

## Karrierestatistik
Stand: Ende der Saison 2023/24

### International
Vertrat Schweden bei:
- Ivan Hlinka Memorial Tournament 2006
- U18-Junioren-Weltmeisterschaft 2007
- U20-Junioren-Weltmeisterschaft 2008

(Legende zur Spielerstatistik: Sp oder GP = absolvierte Spiele; T oder G = erzielte Tore; V oder A = erzielte Assists; Pkt oder Pts = erzielte Scorerpunkte; SM oder PIM = erhaltene Strafminuten; +/− = Plus/Minus-Bilanz; PP = erzielte Überzahltore; SH = erzielte Unterzahltore; GW = erzielte Siegtore; 1 Play-downs/Relegation; Kursiv: Statistik nicht vollständig)